# Samir Benamar
Samir Benamar (* 23. August 1992 in Nador) ist ein deutsch-marokkanischer Fußballspieler.

## Werdegang
Benamar spielte bis 2013 bei der Spvgg Oberrad 05 in Frankfurt. Im Sommer 2013 wechselte Benamar zum FSV Frankfurt und bestritt in der Saison 2013/14 für die zweite Mannschaft des Vereins insgesamt 32 Spiele in der Hessenliga, in denen er neun Tore erzielte. Im Sommer wechselte er in die Regionalliga Südwest zum TuS Koblenz. Nach nur einer Saison unterschrieb er im Sommer 2015 einen Vertrag bei Arminia Bielefeld, kam jedoch ausschließlich in der zweiten Mannschaft zum Einsatz. In der Winterpause 2015/16 wurde er von dort an den FC Rot-Weiß Erfurt in die 3. Liga ausgeliehen. Nach 14 Spielen und einem Tor wechselte Benamar nach Ende seiner Leihzeit fest nach Erfurt und unterschrieb dort einen Zweijahresvertrag.

## Erfolge
- Thüringer Landespokalsieger: 2016/17 mit dem FC Rot-Weiß Erfurt